# شبکه مولد
شبکه‌های مولد (شبکه‌های تکثیر شونده) دسته جدیدی از شبکه‌های قابل برنامه‌ریزی هستند که فرآیند چرخه حیات را برای ایجاد، استقرار و مدیریت معماری شبکه خودکار می‌کنند.
روش‌های متداول استقرار شبکه اغلب دستی و زمان‌بر هستند و نیاز به دخالت انسان دارند. شبکه‌های تکثیرشونده، این فرایند را خودکار کرده و به شبکه‌ها اجازه می‌دهند خود را تولید کنند و با نیازهای در حال تغییر سازگار شوند. این نه تنها عملیات شبکه را روان می‌کند بلکه زمینه‌ای را برای نوآوری و سفارشی‌سازی فراهم می‌کند.
در قلب شبکه‌های تکثیرشونده، توانایی آنها در ایجاد معماری‌های شبکه مجازی مانند شبکه‌های فرزند متمایز نهفته است. هر شبکه فرزند، سیستم‌های حمل و نقل، کنترل و مدیریت خاص خود را دارد، اطمینان از عملکرد مستقل و دسترسی کنترل شده برای جوامع کاربری خاص با الزامات اتصال، امنیت و کیفیت خدمات منحصر به فرد نیز از دیگر ویژگی‌های این‌گونه شبکه‌ها است.
این ماژولار بودن از محدودیت‌های معماری‌های شبکه سنتی فرار می‌کند و اجازه می‌دهد تا به سرعت با نیازهای کاربر و الزامات در حال تغییر سازگار شود. این مانند داشتن شبکه‌ای است که می‌تواند شکل تغییر دهد و تکامل یابد و همیشه آماده پاسخگویی به نیازهای جهان دیجیتال باشد.
تاثیر شبکه‌های تکثیرشونده فراتر از شبکه‌های فردی است. آنها نقش مهمی در فعال کردن کنترل شبکه باز، برنامه‌نویسی شبکه و فناوری سیستم‌های توزیع یافته دارند. با خودکارسازی فرآیندهای چرخه عمر شبکه، شبکه‌های تکثیرشونده زمینه را برای آینده‌ای فراهم می‌کنند که شبکه‌ها واقعاً هوشمند و انعطاف‌پذیر باشند، به طور یکپارچه پاسخگوی نیازهای کاربران و برنامه‌ها باشند.
با حرکت به سمت چشم‌انداز دیجیتالی بیشتر متصل و پویا، شبکه‌های تکثیرشونده به عنوان یک چراغ راهنمای نوآوری ایستاده‌اند، وعده تغییر نحوه مدیریت و استفاده از شبکه‌ها را می‌دهند. آنها نشانگر تغییر پارادایم هستند، ما را قادر می‌سازند شبکه‌هایی ایجاد کنیم که نه تنها کاربردی هستند بلکه چابک، پاسخگو و شخصی هستند - شبکه‌هایی که واقعاً متعلق به کاربرانی هستند که از آنها خدمت می‌گیرند.
شبکه‌های مولد راه‌حلی انعطاف‌پذیر و مقیاس‌پذیر برای برآورده کردن نیازهای شبکه در حال تکامل ارائه می‌کنند. فرآیند چرخه عمر خودکار آنها برای معماری شبکه نشان دهنده پیشرفت قابل توجهی در کنترل شبکه باز، قابلیت برنامه ریزی شبکه و فناوری سیستم های توزیع شده است.

## هسته پیدایش (نیروی محرکه)
تصور کنید مرکزی وجود دارد که وظیفه ایجاد، استقرار و مدیریت شبکه های خودساز را بر عهده دارد، مانند یک مادر که فرزند خود را پرورش می دهد. این ماهیت Genesis Kernel است، یک چارچوب انقلابی که مدیریت شبکه را دگرگون می کند.
به عنوان یک سیستم عامل شبکه مجازی، Genesis Kernel توانایی خارق العاده تولید شبکه های کودک متمایز را دارد، هر کدام برای نیازهای خاص کاربر سفارشی شده است. این به عنوان یک مدیر منابع نظارتی عمل می کند، اطمینان از استفاده کارآمد از منابع شبکه با بررسی درخواست های متعارض از شبکه های مجازی تولید شده، حتی اجازه می دهد شبکه ها به سرعت به نیازهای در حال تغییر شبکه پاسخ دهند.
فرآیند چرخه عمر Genesis Kernel به طور یکپارچه محیط های حمل و نقل، برنامه نویسی و چرخه عمر را ادغام می کند. این فرایند ایجاد، استقرار و مدیریت پویا از معماری های شبکه مجازی را تضمین می‌کند. این ادغام یکپارچه اجازه می دهد تا شبکه ها به سرعت به نیازهای در حال تغییر شبکه پاسخ دهند، مسیر را برای شبکه های پویا و پاسخگو باز می کند.
در اصل، Genesis Kernel به عنوان یک پایه و اساس برای شبکه های تکثیرشونده عمل می کند، امکان تحقق خودکار و سیستماتیک آنها را فراهم می کند. این به عنوان یک پیشرفت قابل توجه در زمینه شبکه های قابل برنامه ریزی، شبکه ها را قادر می سازد تا مانند موجودات زنده سازگار شوند و تکامل یابند.

## چرخه حیات شبکه مجازی
چرخه عمر شبکه مجازی فرآیندی است که شامل ایجاد، استقرار و مدیریت دینامیکی معماری‌های شبکه مجازی است. این فرآیند شامل سه فاز اصلی است:
1. نمایه سازی (پروفایل سازی): این فاز نقشه راه معماری شبکه مجازی را شامل می‌شود، از جمله الزامات آدرس‌دهی، مسیریابی، سیگنالینگ، امنیت، کنترل و مدیریت. این یک اسکریپت پروفایل سازی قابل اجرا تولید می‌کند که استقرار شبکه‌های مجازی قابل برنامه‌ریزی را خودکار می‌کند.
2. تکثیر: به طور سیستماتیک توپولوژی شبکه را تنظیم می‌کند، منابع را اختصاص می‌دهد و اشیاء حمل و نقل، مسیریابی و مدیریت شبکه را به زیرساخت شبکه فیزیکی متصل می‌کند. بر اساس اسکریپت پروفایل سازی و منابع شبکه موجود، اشیاء شبکه ایجاد می‌شوند و به گره‌های شبکه ارسال می‌شوند، یک معماری شبکه مجازی جدید را به طور پویا ایجاد می‌کنند.
3. مدیریت: مدیریت منابع شبکه مجازی را بر اساس سیاست شبکه-به-شبکه انجام می‌دهد تا کنترل چندین معماری شبکه تکثیر شده را اعمال کند. همچنین، طراحی شبکه مجازی را تسهیل می‌کند و به طراح شبکه اجازه می‌دهد تا اشیاء شبکه را که معماری شبکه تکثیر شده را مشخص می‌کنند تجزیه و تحلیل و اصلاح کند.
این مراحل چرخه عمر شبکه مجازی امکان ایجاد، استقرار و مدیریت خودکار و سیستماتیک معماری‌های شبکه مجازی را فراهم می‌کند و یک رویکرد انعطاف‌پذیر و مقیاس‌پذیر برای سفارشی‌سازی و سازگاری شبکه ارائه می‌دهد.

## اثرات بالقوه
شبکه‌های مولد با پرداختن به محدودیت‌های کلیدی در معماری‌های شبکه موجود، پتانسیل بالایی برای تغییر در حوزه شبکه‌های قابل برنامه‌ریزی دارند. با خودکارسازی ایجاد، استقرار و مدیریت معماری شبکه های مجازی، شبکه های مولد چند مزیت را ارائه می دهند:
1. انعطاف پذیری و سازگاری: شبکه‌های مولد انطباق سریع با نیازهای کاربر جدید را امکان‌پذیر می‌سازند و امکان ایجاد پویای شبکه‌های مجازی متمایز با کیفیت را فراهم می‌کنند.
2. استفاده کارآمد از منابع: فرآیند چرخه عمر (life cycle) خودکار برای معماری شبکه و بهینه سازی تخصیص منابع از جمله مواردی هستند که عملکرد شبکه را تسهیل می کند.
3. مقیاس‌پذیری: شبکه‌های مولد راه‌حلی مقیاس‌پذیر برای سفارشی‌سازی شبکه ارائه می‌کنند که امکان ارائه خدمات به جوامعی از کاربران با نیاز به خدمات متنوع را فراهم می‌کند.
4. خودکارسازی: با خودکار کردن فرآیند استقرار شبکه، تلاش دستی و زمان مورد نیاز برای معماری  شبکه جدید را کاهش می‌دهند که منجر به بهبود زمان پیاده‌سازی و کارایی عملیاتی می‌شود.

## چالش های پیاده سازی
پیاده‌سازی شبکه‌های تکثیرشونده چندین چالش و ملاحظه را در بر می‌گیرد که شامل مسائل مهندسی و پژوهشی است:
1. کارایی محاسباتی: رسیدگی به کارایی محاسباتی و عملکرد شبکه‌های تکثیرشونده، به ویژه در زمینه نرخ‌های انتقال در حال افزایش، بسیار مهم است. موازنه قدرت محاسباتی مورد نیاز برای مسیریابی و کنترل ازدحام با نیازهای شبکه‌های قابل برنامه‌ریزی، یک چالش قابل توجه است.
2. بهینه‌سازی عملکرد: اجرای تکنیک‌های سریع و مستقیم برای جبران هزینه‌های عملکرد بالقوه مرتبط با شبکه‌های مجازی لانه‌ای ضروری است. این شامل بهینه‌سازی forwarding بسته‌ها و طراحی اشتراک لینک سلسله‌مراتبی برای حفظ عملکرد شبکه است.
3. پیچیدگی پروفایل سازی: پروفایلینگ معمارهای شبکه و رسیدگی به پیچیدگی مرتبط با این فرآیند یک نکته کلیدی است. توسعه مکانیسم‌ها و ابزارهای پروفایلینگ کارآمد برای ثبت نقشه راه معمارهای شبکه مجازی یک چالش مهندسی قابل توجه است.
4. وراثت و تأمین: بهره‌گیری از اشیاء موجود در شبکه و اجزای معماری هنگام ساخت شبکه‌های کودک جدید، چالش‌هایی را در رابطه با ویژگی‌های وراثتی و تأمین اجزای معماری ایجاد می‌کند. اطمینان از وراثت و تأمین کارآمد اجزای معماری یک مسئله پژوهشی مهم است.
5. مقیاس‌پذیری و انعطاف‌پذیری: اطمینان از اینکه شبکه‌های تکثیرشونده مقیاس‌پذیر، انعطاف‌پذیر و قادر به پاسخگویی به نیازهای ارتباطی متنوع جوامع مختلف باشند، یک ملاحظه مهندسی قابل توجه است. این مورد شامل طراحی شبکه‌های تکثیرشونده برای پشتیبانی کارآمد از طیف گسترده‌ای از معمارهای شبکه و خدمات است.
6. مدیریت منابع: مدیریت کارآمد منابع شبکه برای پشتیبانی از معرفی و معماری شبکه‌های مجازی ایجاد شده یک چالش مهم است. این شامل رسیدگی به پارتیشن‌بندی منابع، جداسازی و اختصاص منابع به شبکه‌های مجازی ایجاد شده است.
برطرف کردن این چالش‌ها و ملاحظات برای پیاده‌سازی موفقیت‌آمیز شبکه‌های تکثیرشونده ضروری است و نیاز به ترکیبی از نوآوری‌های مهندسی و پیشرفت‌های پژوهشی در زمینه شبکه‌های قابل برنامه‌ریزی دارد.
این تلاش های تحقیقاتی و توسعه به پیشرفت شبکه های برنامه ریزی شده کمک کرده است، با مقابله با چالش های مربوط به برنامه ریزی شبکه، نرم افزار قابل حمل، تکنولوژی سیستم های توزیع شده و کنترل شبکه باز. آنها پایه ای را برای توسعه شبکه های زایمان و سایر رویکردهای نوآورانه برای سفارشی سازی و مدیریت شبکه قرار داده اند.
این تعریف در مقاله ای با عنوان Spawning Networks معرفی شد که توسط گروهی از محققان دانشگاه کلمبیا دانشگاه هامبورگ شرکت اینتل شرکت های محدود هیتاچی و شبکه های نورتل در IEEE Networks منتشر شد.
نویسندگان این کتاب اندرو  کامبل  ، مایکل ای کووناویس ، دانیل ای ویلا ، دانشگاه کلمبیا ، جان بی ویسنت ، شرکت اینتل ، هرمن جی دی میر ، دانشگاه هامبورگ ، کازوهو میککی ، شرکت هیتاچی محدود ، و کالای اس کالایچلوان  ، شرکت Nortel Networks هستند.
همچنین مقاله ای به عنوان "Kernel Genesis: یک سیستم برنامه نویسی برای معماری شبکه های مولد (Spawning networks)" منتشر شد. Michael E Kounavis، Andrew T Campbell، Stephen Chou، Fabien Modoux، John Vicente و Hao Zhuang. 